# Deliveroo
Deliveroo est une entreprise britannique de livraison de plats cuisinés fondée par Will Shu (en) et Greg Orlowski. Elle opère dans plusieurs pays : Royaume-Uni, France, Suisse, Belgique, Irlande, Italie, Émirats arabes unis et Singapour.
Les commandes sont réalisées via le site web de Deliveroo ou son application mobile auprès de restaurants partenaires et sont livrées par des coursiers (vélo, scooter, etc.).

## Histoire
Deliveroo est fondée en 2013. L'entreprise fait livrer de la nourriture à domicile, qui est collectée par des coursiers (notamment à vélo) dans des restaurants puis livrée chez des particuliers qui commandent via le site web ou l'application.
En 2015 la société est présente dans douze pays et 84 villes, et passe la barre du million de commandes et des 1 000 restaurants partenaires en France en 2015 et 2 000 restaurants avec 2 000 livreurs en juillet 2016. Elle lève cette année-là 195 millions de dollars, puis 275 millions en août 2016 pour sa cinquième levée de fonds. Plusieurs fonds d'investissement ont participé à ce dernier tour de table dont General Catalyst (américain) ou encore Bridgepoint (britannique). Cette nouvelle a été annoncée une semaine après la faillite de l'un de ses concurrents belge, Take Eat Easy.
Ses concurrents notables sont : Foodora, Just Eat, Uber Eats.
Au terme de l'année 2016, l'entreprise se lance dans de nouveaux services comme la livraison d'alcool ou de petit déjeuner au Royaume-Uni. En septembre 2017, Deliveroo a levé 322 millions d'euros auprès des fonds américains Fidelity Investments et T. Rowe Price. Une opération qui servira entre autres à élaborer un projet de développement de cuisines dans des quartiers éloignés des centres-villes.
En août 2020, Deliveroo est présent dans douze pays, et collabore avec 100 000 restaurants. Le 4 août 2020, l'autorité britannique de la concurrence a validé l'investissement minoritaire d'Amazon dans Deliveroo, à hauteur de 16 %.
Début mars 2021, la société annonce son intention de faire son entrée à la bourse de Londres, le lendemain de la publication d'un rapport du gouvernement britannique préconisant l'assouplissement des règles d'introduction boursière. Ces  préconisations concernent notamment les actions à droit de vote multiple, qui permettent aux fondateurs de société de conserver le contrôle de leur structure même en cas de dilution du capital. Aucun agenda n'a été communiqué par les dirigeants de l'entreprise, qui n'a à ce jour réalisé aucun exercice annuel bénéficiaire en sept années d'existence,,.
Le 31 mars 2021, Deliveroo fait son entrée à la Bourse de Londres avec un montant d'introduction fixé à 390 pence par action, ce qui équivaut à une valorisation de 7,6 milliards de livres (8,9 milliards d'euros) pour l'entreprise,. Le jour de son entrée en bourse, le cours de l'action chute cependant de 30 %,, réduisant sa valorisation de 2 milliards de livres.
Le 23 mai 2022, l'entreprise est désormais cotée a 88,32 pence par action, soit une chute de 77,35 % depuis son introduction le 31 mars 2021.
En février 2023, la société procède à un plan social portant sur 9 % de ses effectifs soit 350 emplois. Pour Deliveroo il s'agit d'une réponse à une conjoncture morose.
Début mai 2025, Deliveroo est racheté par la société américaine concurrente Doordash pour 3,85 milliards de dollars.

## En Allemagne
En août 2019, Deliveroo annonce arrêter ses activités en Allemagne,. Elle souffrait depuis quelques mois de la concurrence de Lieferando (détenu par le groupe néerlandais Takeaway.com, qui a également avalé Lieferheld, Foodora et Pizza.de).

## En France

### Modèle social
L'entreprise travaille avec des livreurs qui possèdent un statut d'indépendant, la plupart du temps sous le statut d'auto-entrepreneur, c'est-à-dire que les livreurs n'ont pas de contrat de travail, mais un contrat de prestation commerciale. 
En novembre 2018, la Cour de cassation en France considère que les livreurs ne sont pas réellement des travailleurs indépendants et que leur contrat doit être requalifié comme salarié. Un an après, les livreurs sont toujours indépendants et payés à la course sans contrat de travail. Les responsables de recrutement de coursiers de Deliveroo, comme son concurrent Uber Eats, ont pour instruction d'éviter tout vocabulaire qui pourrait laisser entendre à une relation de subordination.
Selon Deliveroo, cela offrirait aux livreurs les avantages d'une grande flexibilité, en particulier : liberté de travailler où ils le souhaitent, quand ils le souhaitent, de définir leurs plages horaires, de travailler avec des applications concurrentes, de refuser une course, de choisir leur itinéraire et leur véhicule[réf. nécessaire]. L'entreprise affirme que les livreurs sont attachés à la flexibilité et ne réclament pas le salariat.
Toutefois, la société est régulièrement reconnue coupable de salariat déguisé dans de nombreux pays. En France, elle l'a été tant devant les juridictions pénales que civiles en 2022 et 2023. Les juges confirment alors une fictivité du contrat de prestation commerciale et l'existence d'un lien de subordination démontrant que le coursier n'est en réalité pas libre de travailler comme un indépendant le ferait, ce qui en fait un travailleur précaire ne bénéficiant pas des avantages du salariat (congés payés, mutuelle, représentation du personnel, comité d'entreprise...) mais en subissant toutes les contraintes (ordres, contrôle et pouvoir de sanction de Deliveroo).
La commission des Affaires sociales du Sénat, dans son rapport publié en mai 2020 relève que la durée moyenne des contrats oscille entre 6 et 9 mois, et que, si la société propose à ses livreurs une complémentaire santé, ceux-ci ne sont pas couverts contre le risque d'accident du travail, ce qui est un facteur de précarité dans une activité particulièrement exposée « le salariat n’apparaît pas comme une revendication majoritairement partagée par les travailleurs concernés ».
Dans Le Monde diplomatique, le journaliste économique Jean-Philippe Martin estime que le modèle social et économique de Deliveroo « repose sur une masse de précaires toujours plus nombreux. Inscrits en deux trois mouvements sur la plate-forme, ils sont mis en concurrence sur fond de pénurie de travail. Payer les coursiers uniquement à la tâche permet à Deliveroo de recruter autant qu'ils veulent, puisqu'un livreur qui attend une commande ne lui coûte rien du tout ».

### Effectif
En 2016, l'effectif était de 125 personnes et, en 2017, le chiffre d'affaires a atteint 54 millions d'euros, le bénéfice 1,5 million d'euros.

### Controverses
En octobre 2018, à la suite d'une grève des livreurs de Deliveroo, un responsable envoie un courriel interne pour identifier les grévistes au moyen du système de géolocalisation des livreurs monitoring rider location afin de monter des dossiers contre eux. L'entreprise répond par le biais de son responsable des relations institutionnelles, Louis Lepioufle, qu'elle n'a pas connaissance de ce document et indique qu'« aucun contrat n'a été résilié suite (...) à ces manifestations » et prétend avoir tenté d'identifier des auteurs de vols et de dommages pour aider la police, bien que le courriel n'aborde que le sujet des grévistes sans évoquer de délinquants,.
Durant l'été 2019, les livreurs envisagent une grève nationale afin de protester contre la diminution de leur rémunération.
En février 2020, à la suite de la plainte d'un livreur contestant son statut de prestataire, l'entreprise est condamnée pour travail dissimulé.
Lors de la pandémie de Covid-19 en France, le service est assimilé par décret du gouvernement à un service essentiel. Pour protéger les livreurs, Deliveroo rembourse leurs achats de matériel de protection. Deliveroo met aussi en place des téléconsultations de médecine gratuites via la plateforme Qare et une indemnité bénéficiant aux livreurs mis en quarantaine ou ayant effectivement contracté le virus. Une centaine de livreurs en tout ont sollicité cette indemnité.
Certains livreurs, notamment affiliés au CLAP, réclament néanmoins l'arrêt complet du service, pour des motifs sanitaires. La CGT pour sa part appelle également à la suspension du service et à la grève.

#### Rémunération et statut des livreurs
Deliveroo change le mode de rémunération de ses livreurs en septembre 2017 : d'un forfait de 7,50 euros de l’heure plus 2 à 4 euros par livraison pour une partie des livreurs, la rémunération passe à 5 euros par course (5,75 euros à Paris) pour l'ensemble des livreurs. Le syndicat CGT estime que les pertes de revenus seront de l'ordre de 18 à 30 %,. Selon Le Figaro, « les jeunes cyclistes qui cherchaient à arrondir leurs fins de mois ont laissé place à des travailleurs précaires enchaînant les courses à des tarifs beaucoup plus bas ».
Deliveroo change de nouveau son modèle de rémunération après une phase de test du 27 juin au 31 juillet 2018, ce qui provoque une nouvelle fois la colère de ses livreurs. La course passe du montant fixe de 5,75 euros par course à Paris (5 euros en province) à un montant variable comprenant 2 euros à la récupération de la commande, plus 1 euro pour la livraison, plus un montant calculé sur la base de la distance parcourue. Le montant minimum pour une course n'est pas le même selon les villes (4,70 euros sur Paris,).
Le 29 juillet 2019, avec un préavis de deux jours cette fois Deliveroo change encore une fois le mode de rémunération des coursiers, l'algorithme se base cette fois sur le temps moyen de livraison en fonction de la distance réelle donc en incluant le trafic et autres obstacles réels tels que les fleuves, déviations ou sens uniques. Cela provoque encore une fois la colère des livreurs car en plus de cette évaluation sur la distance réelle, la rémunération minimum par course est supprimée, ce qui entraîne que certaines courses ne soient payées que 2,50 € pour les plus courtes distances.
Le 27 mars 2020, Deliveroo déploie le système de connexion libre dans toute la France après un test dans 6 villes de France du 6 mars 2020 au 26 mars 2020. Ce système remplace la pré-réservation des créneaux. Cette nouveauté permet à un plus grand nombre de livreurs d'avoir accès à des créneaux et d'augmenter leurs revenus. Cette réforme a été mise en place « dans un souci d’équité, pour assurer une égalité de l’accès aux créneaux à l’ensemble de la flotte », indique un porte-parole de l’entreprise à Mediapart. « Elle a permis à un plus grand nombre de livreurs d'accéder à plus de créneaux et donc à plus d'opportunités de revenus. » Cependant, un des livreurs de Rennes ayant fait partie du test de la connexion libre a décrié ce système de connexion. Selon lui, « L’ancien système permettait de mieux répartir les courses et d’assurer un minimum de revenus. Désormais, on sera beaucoup plus nombreux sur les mêmes créneaux ».
Deliveroo, en tant que plateforme de livraison de plats cuisinés, pourra être soumis aux dispositions de l'accord de branche fixant à 11,75 euros le revenu minimum des livreurs indépendants heures effective prestées. En effet un accord de branche n'a été signé que par La FNAE et est ouvert a la signature jusqu'au vendredi 5 mai 2023. L'accord n'étant pas encore effectif parmi les autres parties prenante de la ARPE notamment la CGT, Sud Commerces et UNION-indépendant car elles n'ont pas encore signé l'accord pour le moment,.
Cet accord fixe pour les livreurs indépendants un tarif horaire minimum de 11,75 euros par heure de travail effective. Une heure de travail effective est une heure de travail de la prise en charge de la commande à sa livraison sans compter les temps d'attente entre les commandes. À la suite d'une décision publiée au Journal officiel de la République le 10 juillet 2023 et à l'homologation de l'accord  « encadrant les modalités de rupture des relations commerciales entre les travailleurs indépendants et les plateformes de mise en relation » le 20 avril 2023, de nouvelles modalités sont désormais exigées pour effectuer une procédure de déconnexion notamment « une obligation d’information du livreur, la mise en place de procédures préalables à la désactivation, ainsi que l’application du principe du contradictoire. » Par ailleurs l'accord sur la tarification horaire par heure de travail effective n'est toujours pas homologué,.

#### Lutte contre la sous-traitance frauduleuse
En octobre 2018, plusieurs médias montrent que des livreurs sous-louent leur compte Uber Eats ou Deliveroo à des étrangers en situation irrégulière précaires et à des mineurs (ce qui constitue du travail dissimulé) contre une partie de la rémunération,. L'année suivante, The New York Times publie à son tour une enquête sur le sujet, illustrant l'exploitation de personnes sans papiers en grande précarité par des livreurs qui retiennent 30 à 50 % du chiffre d'affaires quotidien réalisé en échange de l'accès à leur compte Uber Eats ou Deliveroo. Il s'agit d'un système frauduleux contre lequel se bat Deliveroo, en renforçant les contrôles auxquels sont soumis les livreurs désireux de sous-traiter leurs comptes (une pratique légale pourvu que la sous-traitance soit réalisée par un travailleur autorisé à travailler en France). La faiblesse croissante des rémunérations (contestée par Uber Eats et Deliveroo) inciterait les travailleurs précaires à cesser de livrer et préférer sous-louer leur compte à des travailleurs encore plus précaires, relate The New York Times. Bien que les entreprises du secteur mettent en exergue leur politique de responsabilité sociale, elles continuent à tirer profit des livraisons, que le livreur soit déclaré ou non, soulignent les livreurs,.
Selon Mediapart, l'inspection du travail aurait déposé au parquet de Paris en février 2018 un procès-verbal dénonçant des infractions commises sur ce plan par la plateforme, et montrant que les livreurs de repas à domicile devraient, selon la description de leur poste, être sous un contrat de travail. L'Urssaf estime que le montant des cotisations non versées en 2015 et 2016 dépasseraient les 6,4 millions d'euros. C'est un dossier qui pourrait déboucher sur des poursuites pénales. En juin 2018, selon Mediapart, le parquet de Paris aurait confié à l'Office central de lutte contre le travail illégal (OCLTI) une enquête préliminaire sur Deliveroo France, car la société et ses dirigeants seraient soupçonnés de « travail dissimulé ».
En 2021, selon Ouest France, près d’une centaine de clandestins livrent illégalement à Nantes pour Deliveroo et Uber Eats avec des comptes loués.

### Affaire judiciaire
En mars 2022, Deliveroo et trois de ses anciens dirigeants comparaissent devant le tribunal correctionnel de Paris pour avoir employé comme indépendants des livreurs qui auraient dû être salariés,,. Après cinq journées d'audience, la procureure dénonce une « instrumentalisation en toute connaissance de cause du statut d’autoentrepreneur » et une « dissimulation systémique » ; elle demande une condamnation pénale pour « travail dissimulé ».
L'entreprise est condamnée en avril 2022 à 375 000 euros d'amende (la peine maximale) pour « travail dissimulé ». Deux de ses anciens dirigeants sont condamnés à un an de prison avec sursis, 30 000 euros d’amende et cinq ans avec sursis d’interdiction de diriger une entreprise. L'ancien directeur des opérations Élie de Moustier est condamné pour « complicité » à 10 000 euros d’amende et à quatre mois de prison avec sursis. Les 116 livreurs parties civiles se voient accorder des dommages et intérêts,,.
Le 1er septembre 2022, Deliveroo est également condamné en première instance à payer 9,7 millions d'euros à l'Urssaf pour travail dissimulé portant sur les années 2015 et 2016.
Deliveroo fait appel de la condamnation d’avril 2022, puis renonce peu avant le procès. Elle est définitivement condamnée pour « travail dissimulé ». Entre 2015 et 2017 les livreurs de Deliveroo en France était donc bien des salariés, la décision de justice étant devenue définitive.

## En Espagne
En juin 2019, l'entreprise est condamnée pour le licenciement abusif de neuf livreurs à la suite d'une grève à Barcelone en 2017. En outre, la sécurité sociale espagnole accuse Deliveroo de ne pas avoir déclaré 532 livreurs entre 2015 et 2017 et réclame 1,2 million d’euros de cotisations sociales impayées.
Le 18 novembre 2021, Deliveroo annonce la fin de ses opérations en Espagne et l'arrêt du service à partir du 29 novembre suivant.

## En Belgique
Actif à Bruxelles depuis septembre 2015, Deliveroo opère dans 13 villes : Anvers, Bruxelles, Bruges, Charleroi, Gand, Hasselt, Courtrai, Louvain, Liège, Malines, Namur, Ostende et Waterloo.Actuellement,[Quand ?] 3 500 coursierssont actifs dans le pays et 3 000 restaurants travaillent avec Deliveroo.
En février 2019, Deliveroo s’est associé à Child Focus pour retrouver des enfants portés disparus en affichant des images des enfants sur les sacs des coursiers.
Dans la ville flamande de Hasselt, l’entreprise a également lancé la livraison dans des emballages réutilisables en collaboration avec The Recycling Network.
La majorité des coursiers qui opèrent avec Deliveroo utilisent le régime fiscal de l’économie collaborative qui leur permet de gagner jusqu’à 6 000 € exemptés d’impôts. Le régime fut annulé par la cour constitutionnelle en avril 2020.
Dès 2021, les personnes utilisant ce régime doivent s’acquitter d’une taxation de 10% sur leurs revenus.

## Aux Pays-Bas
En octobre 2022, Deliveroo annonce son intention de quitter les Pays-Bas à partir du 30 novembre 2022. La plateforme de livraison de repas estime que le marché néerlandais ne représente qu'une petite partie de sa valeur brute des transactions et qu'elle n'a pas réussi à gagner une part de marché suffisante.